# Bagandou
Bagandou – miejscowość w Republice Środkowoafrykańskiej, w prefekturze Lobaye, w rejonie zamieszkanym przez plemię Pigmejów Aka. Liczy ok. 4,5 tys. mieszkańców.
Od 2000 roku w Bagandou mieści się siedziba polskich misjonarzy. W miejscowości znajduje się także szpital wybudowany za pieniądze uzbierane przez kolędników misyjnych z diecezji tarnowskiej.
Misja Katolicka w Bagandou liczy obecnie 14 kaplic wraz z kościołem parafialnym. Proboszczem parafii w Bagandou jest ks. Mieczysław Pająk, który pochodzi z okolic Nowego Sącza.